# 1462

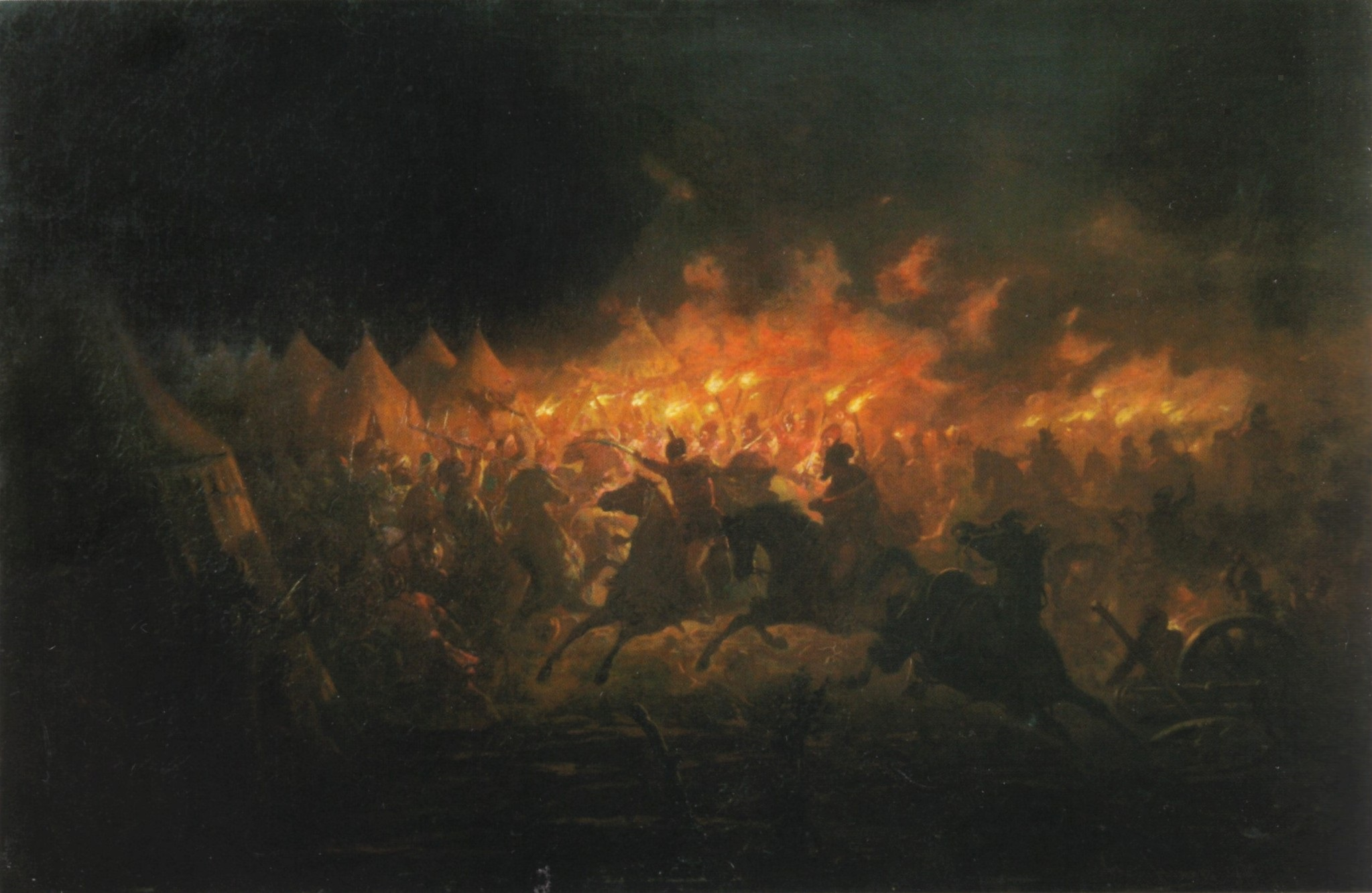
De Nachtaanval in Walachije

Het jaar 1462 is het 62e jaar in de 15e eeuw volgens de christelijke jaartelling.

## Gebeurtenissen
- 12 april - Verdrag van Olite: Gaston IV van Foix, in naam van Lodewijk XI van Frankrijk, belooft Johan II van Aragon te helpen in de Catalaanse Burgeroorlog. Alfons belooft in ruil daarvoor een betaling, die hij echter later niet heeft, waardoor het onderpand Roussillon aan Frankrijk komt. Eleonora, Gastons echtgenote, wordt officieel tot troonopvolger in Navarra benoemd.
- 3 mei - Johan II van Aragon en Lodewijk XI van Frankrijk bekrachtigen het Verdrag van Olite.
- 17 juni - Nachtaanval: Vlad Dracula van Walachije valt 's nachts het kamp van de binnengevallen Ottomanen binnen. De Walachijers maken vele slachtoffers, maar slagen er niet in hun hoofddoel, het doden van sultan Mehmet II, te bereiken.
- 30 juni - Slag bij Seckenheim: Beslissende overwinning van Frederik I van de Palts in de oorlog tegen Baden en diverse andere vorstendommen.
- 20 augustus - oudste vermelding van Ungheni (Moldavië)
- 28 oktober - Troepen van aartsbisschop Adolf II van Nassau-Wiesbaden-Idstein vallen Mainz binnen om zijn voorganger Diether van Isenburg te verjagen.
- Na de geslaagde doch kostbare campagne tegen de binnengevallen Ottomanen door Vlad Dracula, grijpt diens broer Radu cel Frumos, gesteund door de Ottomanen, in een burgeroorlog de macht. Vlad vlucht naar Transsylvanië.
- Juan Alonso Pérez de Guzmán y Orozco, hertog van Medina-Sidonia, verovert Gibraltar op de Moren.
- Paus Pius II verklaart de Compacta van Praag die de Hussieten een grote mate van godsdienstvrijheid verlenen, nietig.
- De Ottomanen veroveren Lesbos en Thasos.
- Portugal begint de kolonisatie van de Kaapverdische Eilanden, zie Portugees-Kaapverdië
- De franciscanen Barnabo da Terni en Fortunato Coppoli richten de eerste Berg van Barmhartigheid, een soort lommerd, op in Perugia.
- kloosterstichting: Tertianenklooster, Sneek
- oudst bekende vermelding: Westerland

## Kunst

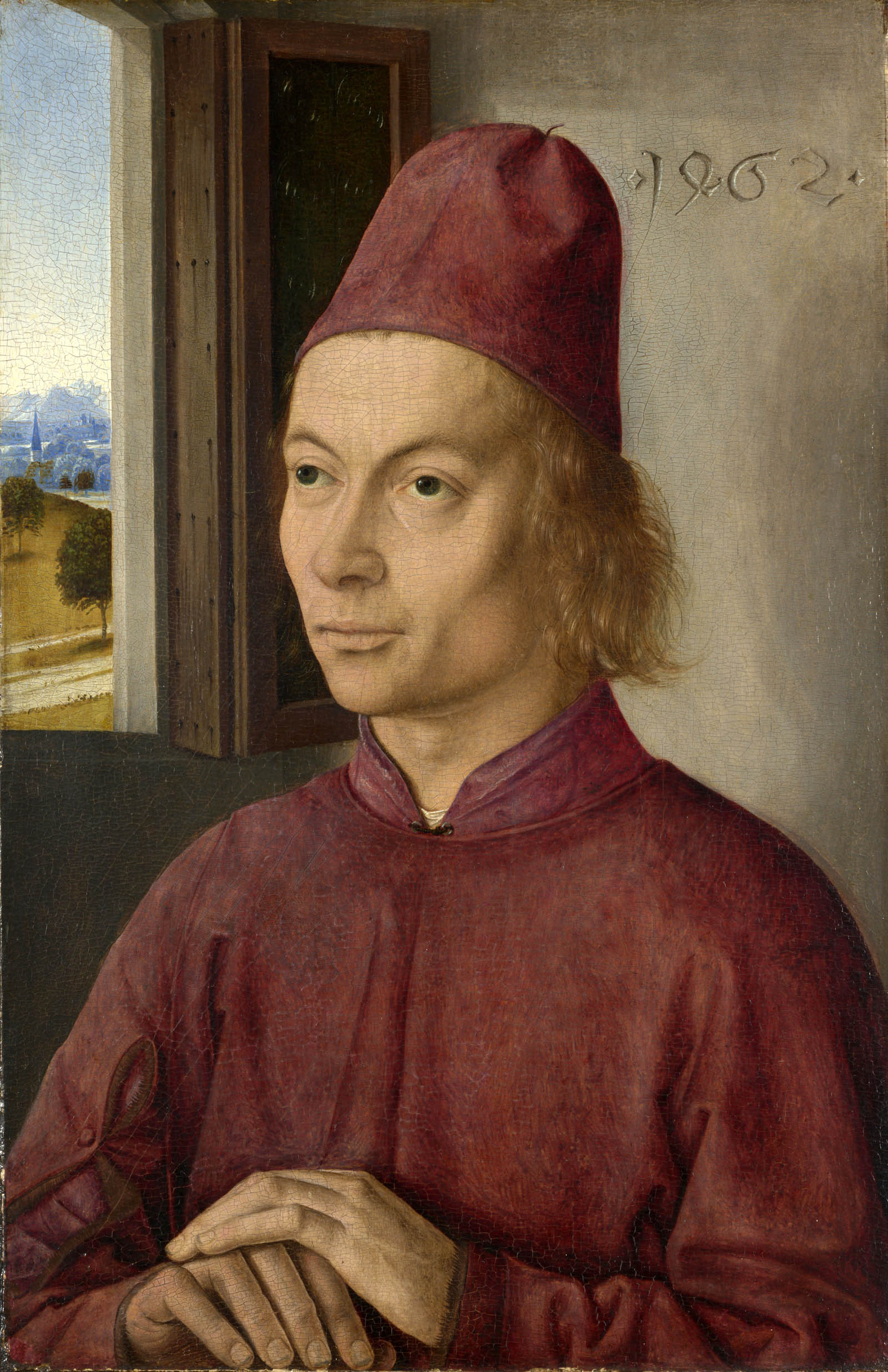
Dirk Bouts: Portret van een man
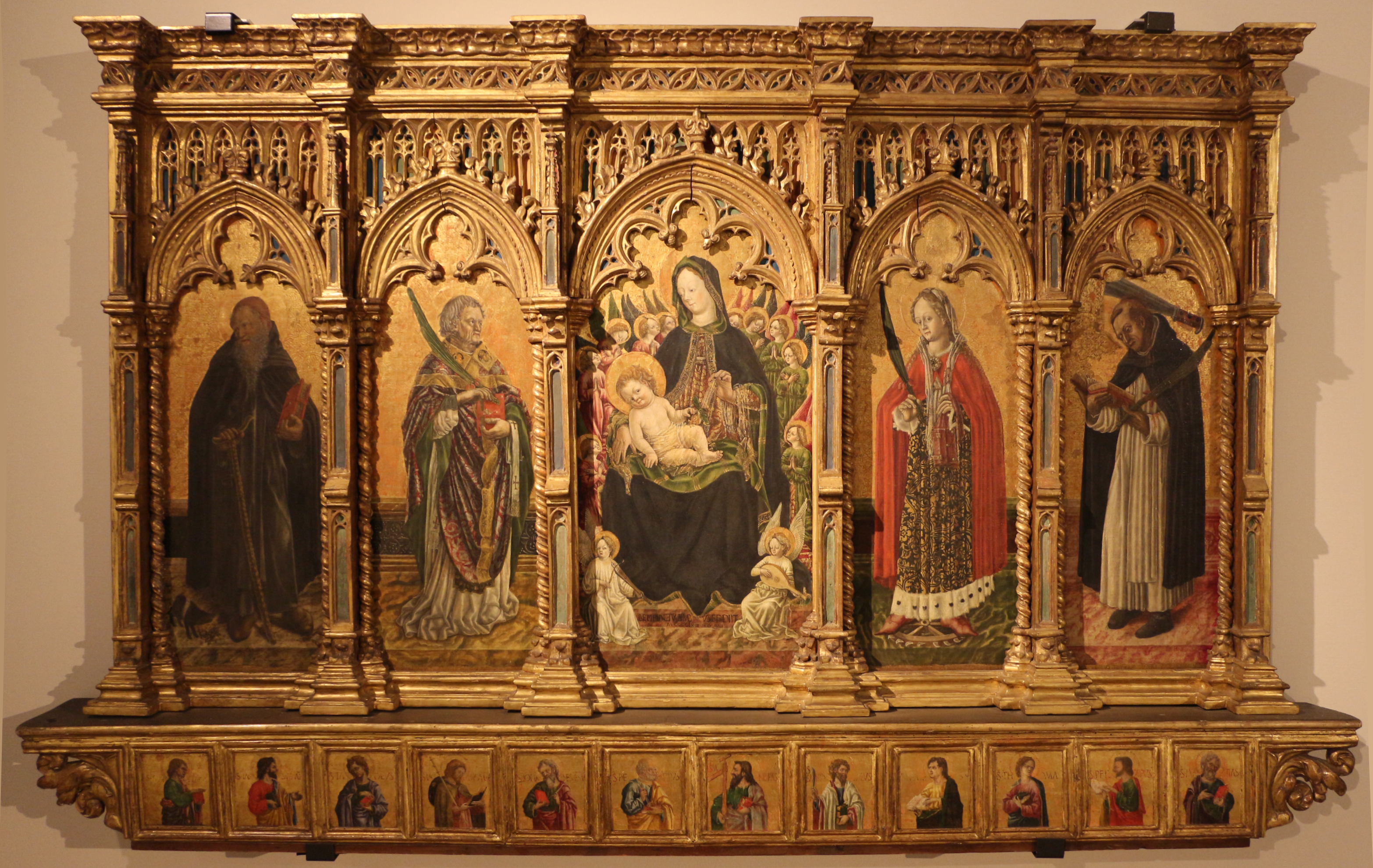
Benedetto Bembo: Polittico di Torchiara

## Opvolging
- patriarch van Constantinopel - Gennadius II Scholarius na een periode van sedesvacatie
- Dominicanen (magister-generaal) - Marcial Auribelli opgevolgd door Conradus de Asti
- Gorizia - Jan II opgevolgd door zijn broer Leonard
- Granada - Said opgevolgd door Yusuf V, op zijn beurt weer opgevolgd door Said
- Moskovië - Vasili II opgevolgd door zijn zoon Ivan III
- Soissons - Johanna van Bar opgevolgd door haar zoon Jan
- Venetië - Pasquale Malipiero opgevolgd door Cristoforo Moro
- Walachije - Vlad Dracula opgevolgd door zijn broer Radu cel Frumos

## Afbeeldingen

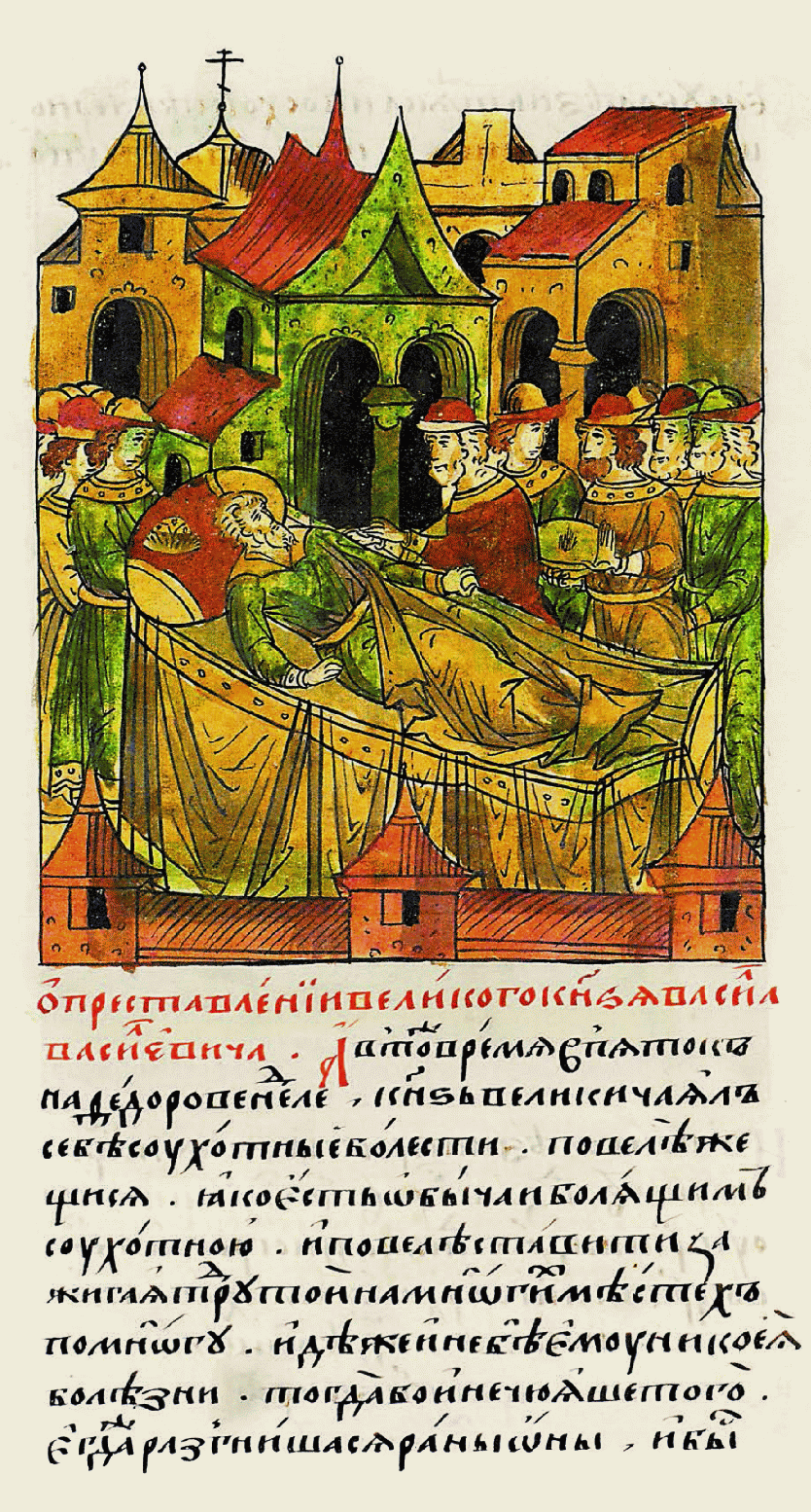
overlijden van Vasili II
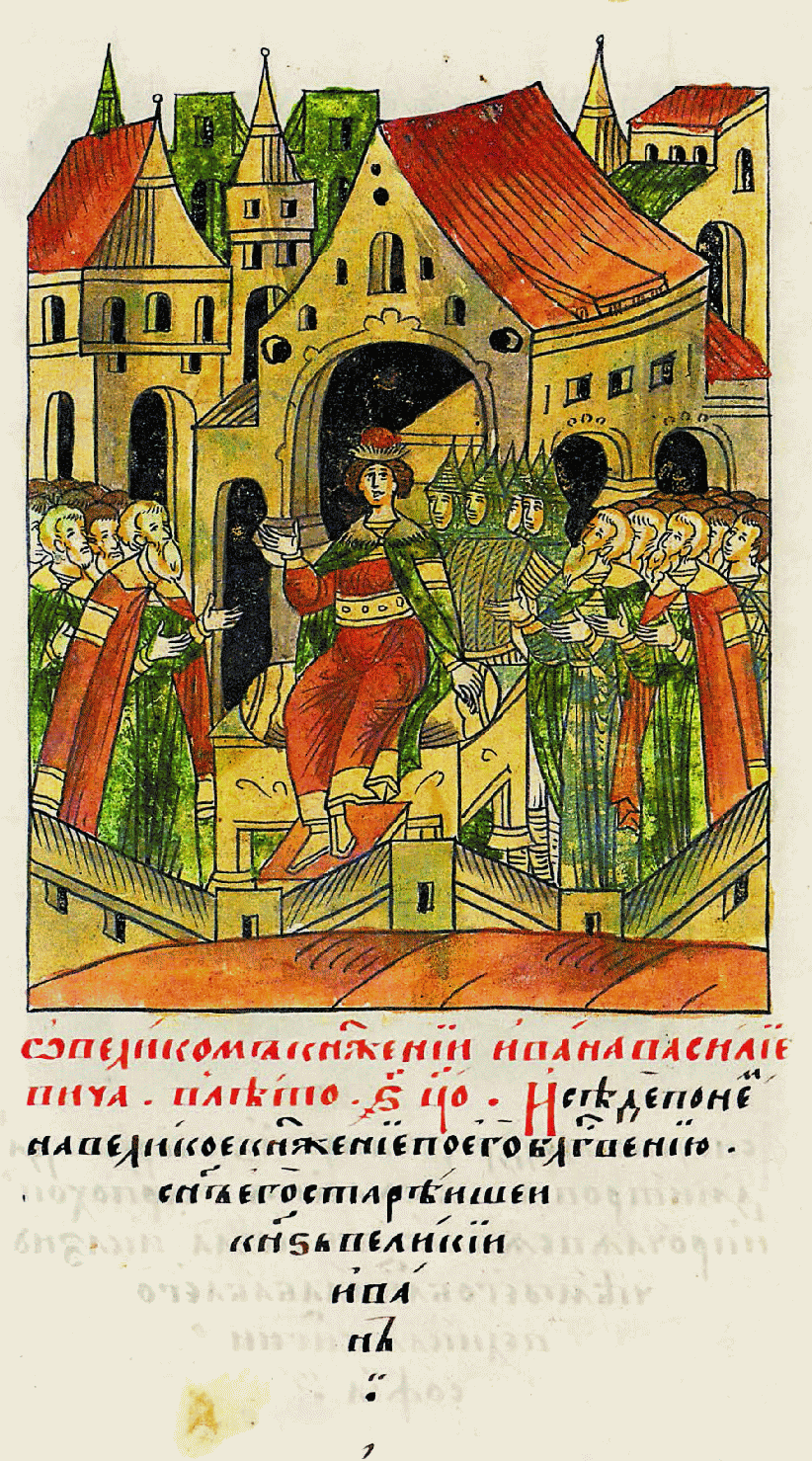
Ivan III gekroond
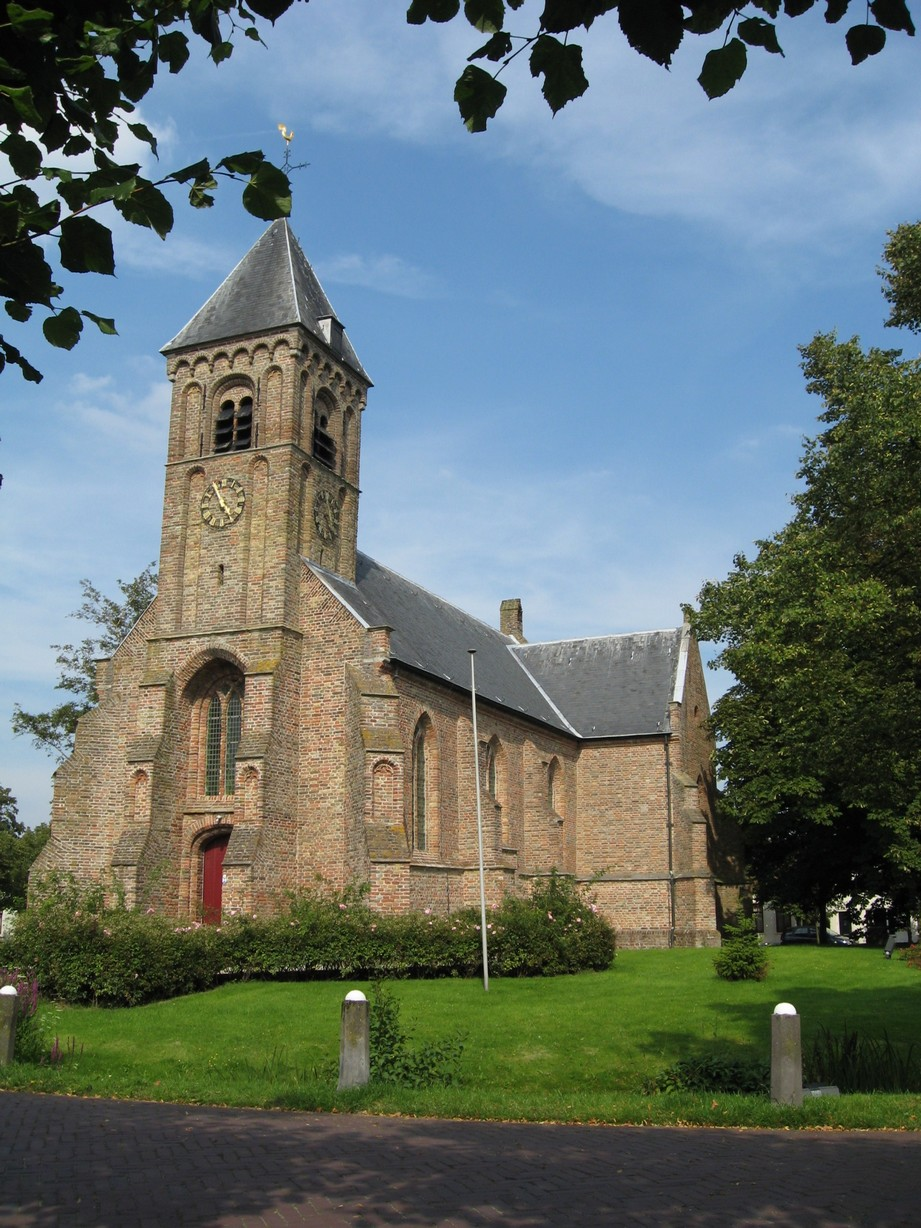
Driekoningenkerk, Noordgouwe
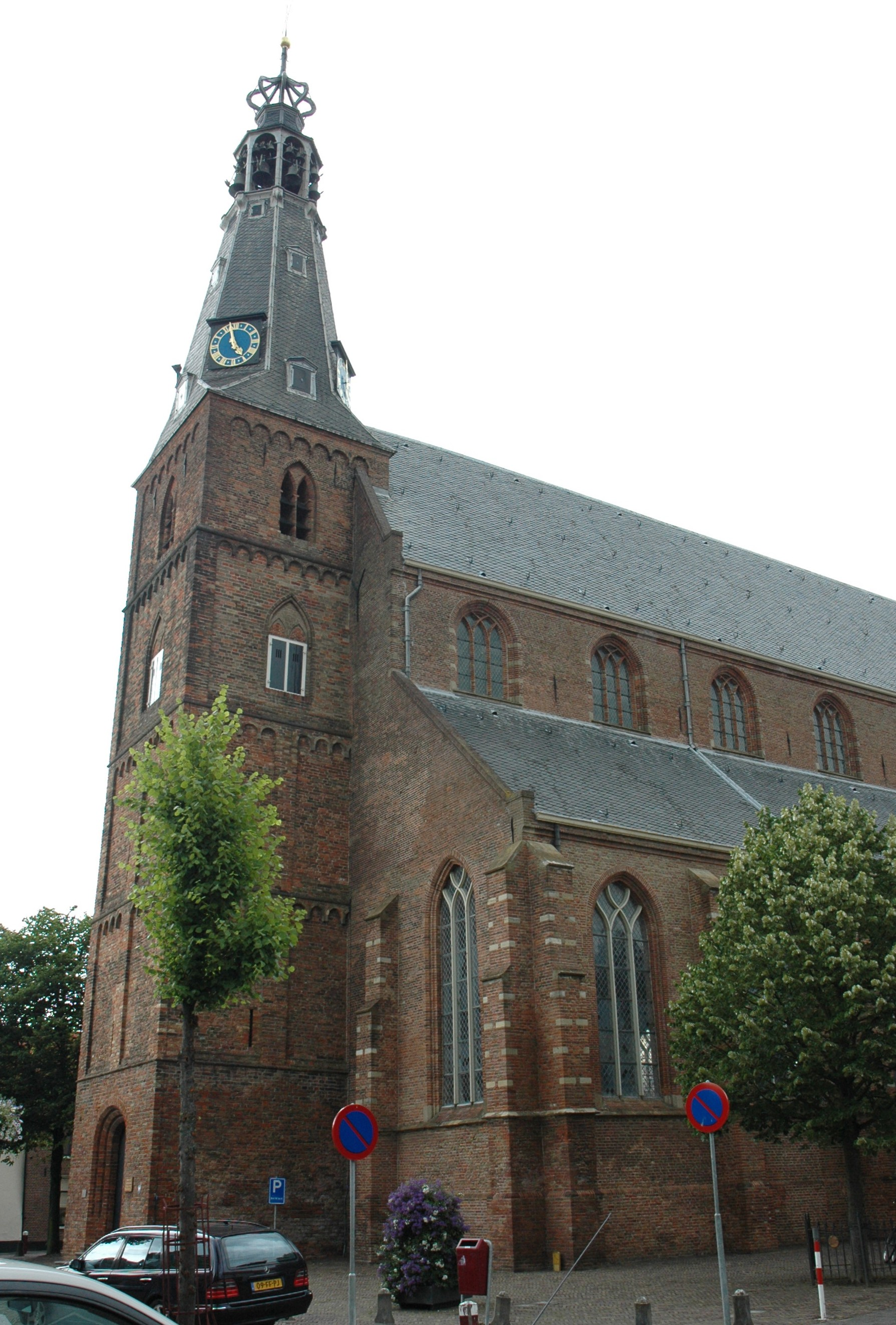
Grote of Sint-Laurenskerk, Weesp (voltooid 1462)

## Geboren
- 8 januari - Walraven II van Brederode, Noord-Nederlands edelman
- 2 februari - Johannes Trithemius, Duits geschiedschrijver
- maart - Johanna van Castilië, echtgenote van Alfons V van Portugal
- 27 juni - Lodewijk XII, koning van Frankrijk (1498-1515)
- 26 augustus - Piero de Ponte, grootmeester van de Orde van Sint-Jan
- 26 september - Engelbrecht van Nevers, Bourgondisch edelman
- 26 november - Alexander van Palts-Zweibrücken, Duits edelman
- 28 december - Louise van Savoye, Savoyaards prinses
- Jodocus Badius, Zuid-Nederlands drukker
- Piero di Cosimo, Italiaans schilder
- Pietro Pomponazzi, Italiaans filosoof
- Francisco Roldán, Spaans militair
- Antoine Bohier, Frans geestelijke (jaartal bij benadering)
- Edmund Dudley, Engels staatsman (jaartal bij benadering)
- Cornelis Engebrechtsz., Noord-Nederlands schilder (jaartal bij benadering)
- Nicolaas Everaerts, Bourgondisch jurist (jaartal bij benadering)
- Pietro Lando, doge van Venetië (jaartal bij benadering)
- Nicolaas II van Opole, Silezisch edelman (jaartal bij benadering)

## Overleden
- 1 januari - Ziemovit VI (15), Silezisch edelman
- 18 januari - Nicolas Rolin (~85), Bourgondisch staatsman
- 26 februari - John de Vere (53), Engels edelman
- 27 februari - Wladislaus II van Płock (13), Silezisch edelman
- 27 maart - Vasili II, grootvorst van Moskou
- 4 mei - Bernard van Armagnac (62), Frans edelman
- 22 mei - Jan II van Gorizia (~28), Duits edelman
- 8 juli - Guy I de Baenst (~82), Vlaams edelman
- 1 september - Anna van Egmond, Hollands edelvrouw
- 16 oktober - Frederik Munking Ketteler (~82), Duits edelman
- 13 november - Anna van Oostenrijk (30), Duits edelvrouw
- 18 december - Quentin Ménard (~80), Bourgondisch diplomaat
- Johanna van Bar (~47), Frans edelvrouw
- Jacoba van Glymes (~42), Brabants edelvrouw
- Ghillebert van Lannoy (~76), Bourgondisch staatsman
- Künga Wangchug (~44), Tibetaans geestelijk leider

## Trivia
- In Bram Stoker's Dracula wordt Vlad Dracula in 1462 een vampier, na de zelfmoord van zijn echtgenote